# 旗本愚連隊
『旗本愚連隊』（はたもとぐれんたい）は、1960年に松竹が製作・配給した、福田晴一監督による時代劇映画である。原作は村上元三の小説『大久保彦左衛門』。主演は田村高廣、田村正和は、当時まだ映画会社とは契約していなかった為、本格的（正式）なデビュー扱いではなかったが、この作品で初めて映画に出演した。

## 出演者
- 今村左門：田村高廣
- 長坂千槍三郎：津川雅彦
- お糸：桑野みゆき
- お歌 : 炎加世子
- 一心太助：名和宏
- 疋田伊織 : 天津七三郎
- 鵜殿内記 : 須賀不二男
- 森武七 : 田村正和
- 阿部豊後守 : 市川男女之助
- 松平伊豆守 : 市川小太夫
- 雁風呂の客 : 由利徹
- 雁風呂の客 : 佐山俊二
- 雁風呂の客 : 南利明
- 伴堂甚之進：伴淳三郎

## スタッフ
- 監督：福田晴一
- 製作 : 小倉浩一郎
- 原作：村上元三
- 脚本 : 伊藤大輔、山根優一郎
- 撮影：片岡清
- 音楽：鈴木静一
- 美術：川村鬼世志
- 主題歌 : 「御意見無用 旗本愚連隊」: 守屋浩
- 挿入歌 : 「恋の旅路の果てなのか」: 松尾和子

## 同時上映
- 『あんみつ姫の武者修行』